# Fundo do Regime Geral de Previdência Social
O Fundo do Regime Geral de Previdência Social (FRGPS) é o fundo responsável por financiar os benefícios previdenciários concedidos pelo Instituto Nacional do Seguro Social (INSS), do qual faz parte do Regime Geral de Previdência Social (RGPS), criado em 2000, e implementado em 2014, com a inclusão de órgão específico no Sistema Integrado de Administração Financeira do Governo Federal – SIAFI.
O FRGPS garante a integração de bens, direitos e ativos do ente previdenciário, para administrar e operar planos de benefícios e de custeio, com o objetivo de garantir a capacidade de pagamento dos benefícios previdenciários dos segurados.